# Ophrys fuciflora
Il fior bombo (Ophrys fuciflora (F.W.Schmidt) Moench) è una pianta appartenente alla famiglia delle Orchidacee.

## Descrizione

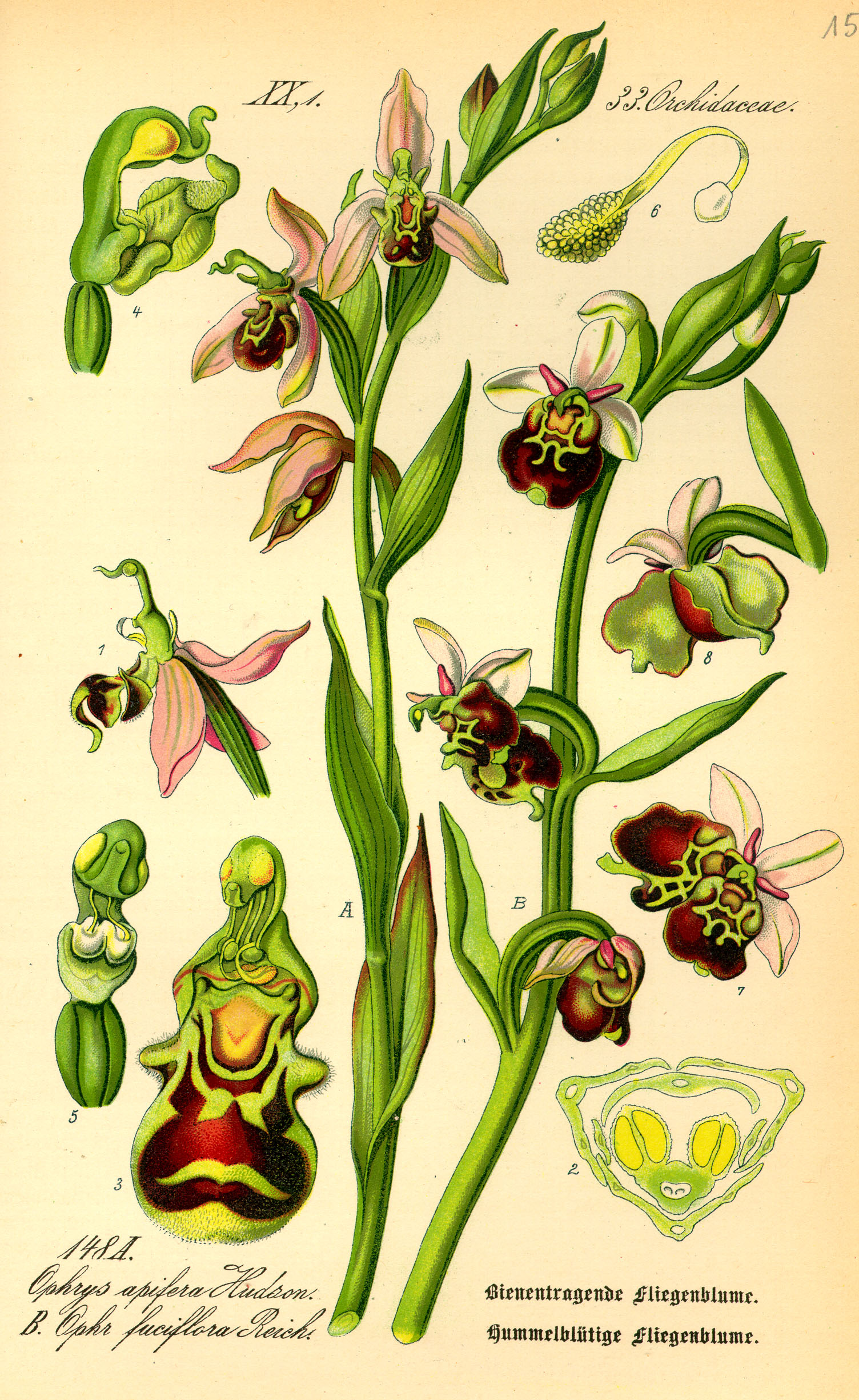

La pianta, alta 10–15 cm, presenta una notevole variabilità di forme e colori.
Il fiore misura 15–20 mm. Petali e sepali presentano una forte variabilità di colore, dal bianco al rosa. Ancor più marcata  è la varietà di disegni del labello, molto allargato, intero, convesso di forma trapezoidale, con  evidenti gibbosità laterali e munito di un'appendice evidente, spesso tridentata, orientata in avanti, che permette di riconoscerla facilmente.
Rappresenta un esempio di mimetismo, poiché imita le sembianze di un bombo femmina, e a questo pare aggiunga l'emissione di feromoni con lo scopo di attrarre i bombi maschi ai fini dell'impollinazione.

## Biologia
Si riproduce per impollinazione entomofila. Tra gli insetti pronubi è stata segnalata la Xylocopa violacea .

## Distribuzione e habitat
Il suo areale comprende gran parte dell'Europa continentale, comprese le isole Baleari, Corsica, Creta, Sicilia e Sardegna.
Non teme l'aridità e predilige i terreni calcarei.

## Tassonomia

### Sottospecie
Sono note le seguenti sottospecie:
- Ophrys fuciflora subsp. fuciflora

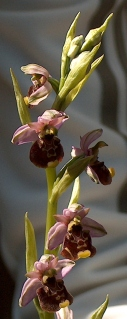

- Ophrys fuciflora subsp. andria (P.Delforge) Faurh.
- Ophrys fuciflora subsp. apulica O. Danesch & E. Danesch
- Ophrys fuciflora subsp. biancae (Tod.) Faurh.
- Ophrys fuciflora subsp. candica E.Nelson ex Soó
- Ophrys fuciflora subsp. chestermanii (J.J.Wood) H.Blatt & W.Wirth
- Ophrys fuciflora subsp. gracilis Büel, O.Danesch & E.Danesch
- Ophrys fuciflora subsp. lacaitae (Lojac.) Soó
- Ophrys fuciflora subsp. oblita (Kreutz, Gügel & W.Hahn) Faurh., H.A.Pedersen & S.G.Christ.
- Ophrys fuciflora subsp. oxyrrhynchos (Tod.) Soó
- Ophrys fuciflora subsp. pallidiconi Faurh.
- Ophrys fuciflora subsp. parvimaculata O.Danesch & E.Danesch

Sottospecie obsolete
- Ophrys fuciflora subsp. annae = Ophrys fuciflora subsp. chestermanii
- Ophrys fuciflora subsp. linearis = Ophrys fuciflora subsp. fuciflora
- Ophrys fuciflora subsp. lorenae = Ophrys fuciflora subsp. fuciflora
- Ophrys fuciflora subsp. posidonia =  Ophrys fuciflora subsp. gracilis
- Ophrys fuciflora subsp. tetraloniae =  Ophrys fuciflora subsp. gracilis

### Ibridi
- Ophrys × arachnitiformis Gren. & M.Philippe (O. fuciflora × O. sphegodes)
- Ophrys × chiesesica J.Kleynen, 1989  (O. bertolonii drumana × O. fuciflora)
- Ophrys × maremmae O.Danesch & E.Danesch (O. fuciflora × O. tenthredinifera)